# Alphabetische Liste der Asteroiden/K
| Alphabetische Liste der Asteroiden – K |                                                                 |
| Nummer und Name                        | Gruppe / Typ                                                    |
| (4227) Kaali                           | Hauptgürtel                                                     |
| (23748) Kaarethode                     | Hauptgürtel                                                     |
| (2257) Kaarina                         | Hauptgürtel                                                     |
| (16007) Kaasalainen                    | Hauptgürtel                                                     |
| (4998) Kabashima                       | Hauptgürtel                                                     |
| (7670) Kabeláč                         | Hauptgürtel                                                     |
| (22079) Kabinoff                       | Hauptgürtel                                                     |
| (20351) Kaborchardt                    | Hauptgürtel                                                     |
| (180824) Kabos                         | Hauptgürtel                                                     |
| (17905) Kabtamu                        | Hauptgürtel                                                     |
| (12758) Kabudari                       | Hauptgürtel                                                     |
| (6270) Kabukuri                        | Hauptgürtel                                                     |
| (6464) Kaburaki                        | Hauptgürtel                                                     |
| (7492) Kačenka                         | Hauptgürtel                                                     |
| (2760) Kacha                           | Hauptgürtel                                                     |
| (7461) Kachmokiam                      | Hauptgürtel                                                     |
| (2015) Kachuevskaya                    | Hauptgürtel                                                     |
| (1874) Kacivelia                       | Hauptgürtel                                                     |
| (145488) Kaczendre                     | Hauptgürtel                                                     |
| (16711) Ka-Dar                         | Hauptgürtel                                                     |
| (23717) Kaddoura                       | Hauptgürtel                                                     |
| (399673) Kadenyuk                      | Hauptgürtel                                                     |
| (25697) Kadiyala                       | Hauptgürtel                                                     |
| (8709) Kadlu                           | Amor-Typ                                                        |
| (9751) Kadota                          | Hauptgürtel                                                     |
| (17103) Kadyrsizova                    | Hauptgürtel                                                     |
| (28322) Kaeberich                      | Hauptgürtel                                                     |
| (5195) Kaendler                        | Hauptgürtel                                                     |
| (514107) Ka`epaoka`awela               | Hauptgürtel                                                     |
| (3412) Kafka                           | Hauptgürtel                                                     |
| (4256) Kagamigawa                      | Hauptgürtel                                                     |
| (36783) Kagamino                       | Hauptgürtel                                                     |
| (16131) Kaganovich                     | Hauptgürtel                                                     |
| (6665) Kagawa                          | Hauptgürtel                                                     |
| (11949) Kagayayutaka                   | Hauptgürtel                                                     |
| (11623) Kagekatu                       | Hauptgürtel                                                     |
| (12372) Kagesuke                       | Hauptgürtel                                                     |
| (12370) Kageyasu                       | Hauptgürtel                                                     |
| (7562) Kagiroino-Oka                   | Hauptgürtel                                                     |
| (4703) Kagoshima                       | Hauptgürtel                                                     |
| (10880) Kaguya                         | Hauptgürtel                                                     |
| (7991) Kaguyahime                      | Hauptgürtel                                                     |
| (4563) Kahnia                          | Hauptgürtel                                                     |
| (4284) Kaho                            | Hauptgürtel                                                     |
| (1587) Kahrstedt                       | Hauptgürtel                                                     |
| (12079) Kaibab                         | Hauptgürtel                                                     |
| (4467) Kaidanovskij                    | Hauptgürtel                                                     |
| (33196) Kaienyang                      | Hauptgürtel                                                     |
| (35366) Kaifeng                        | Hauptgürtel                                                     |
| (6412) Kaifu                           | Hauptgürtel                                                     |
| (127517) Kaikepan                      | Hauptgürtel                                                     |
| (29641) Kaikloepfer                    | Hauptgürtel                                                     |
| (33617) Kailashraman                   | Hauptgürtel                                                     |
| (28726) Kailey-Steiner                 | Hauptgürtel                                                     |
| (14056) Kainar                         | Hauptgürtel                                                     |
| (5433) Kairen                          | Hauptgürtel                                                     |
| (1694) Kaiser                          | Hauptgürtel                                                     |
| (3880) Kaiserman                       | Hauptgürtel                                                     |
| (10947) Kaiserstuhl                    | Hauptgürtel                                                     |
| (22920) Kaitduncan                     | Hauptgürtel                                                     |
| (25122) Kaitlingus                     | Hauptgürtel                                                     |
| (21675) Kaitlinmaria                   | Hauptgürtel                                                     |
| (30064) Kaitlynshin                    | Hauptgürtel                                                     |
| (7475) Kaizuka                         | Hauptgürtel                                                     |
| (1519) Kajaani                         | Hauptgürtel                                                     |
| (79149) Kajigamori                     | Hauptgürtel                                                     |
| (4610) Kájov                           | Hauptgürtel                                                     |
| (5270) Kakabadze                       | Hauptgürtel                                                     |
| (25119) Kakani                         | Hauptgürtel                                                     |
| (231040) Kakaras                       | Hauptgürtel                                                     |
| (7252) Kakegawa                        | Hauptgürtel                                                     |
| (2894) Kakhovka                        | Hauptgürtel                                                     |
| (23165) Kakinchan                      | Hauptgürtel                                                     |
| (3597) Kakkuri                         | Hauptgürtel                                                     |
| (8892) Kakogawa                        | Hauptgürtel                                                     |
| (36426) Kakuda                         | Hauptgürtel                                                     |
| (52285) Kakurinji                      | Hauptgürtel                                                     |
| (12188) Kalaallitnunaat                | Hauptgürtel                                                     |
| (40775) Kalafina                       | Hauptgürtel                                                     |
| (1702) Kalahari                        | Hauptgürtel                                                     |
| (66934) Kálalová                       | Hauptgürtel                                                     |
| (120349) Kalas                         | Hauptgürtel                                                     |
| (5976) Kalatajean                      | Hauptgürtel                                                     |
| (39930) Kalauch                        | Hauptgürtel                                                     |
| (73885) Kalaymoodley                   | Hauptgürtel                                                     |
| (3086) Kalbaugh                        | Hauptgürtel                                                     |
| (4138) Kalchas                         | Jupiter-Trojaner                                                |
| (24325) Kaleighanne                    | Hauptgürtel                                                     |
| (17851) Kaler                          | Hauptgürtel                                                     |
| (1454) Kalevala                        | Hauptgürtel                                                     |
| (8624) Kaleycuoco                      | Hauptgürtel                                                     |
| (28955) Kaliadeborah                   | Hauptgürtel                                                     |
| (92213) Kalina                         | Hauptgürtel                                                     |
| (12976) Kalinenkov                     | Hauptgürtel                                                     |
| (26214) Kalinga                        | Hauptgürtel                                                     |
| (33014) Kalinich                       | Hauptgürtel                                                     |
| (2699) Kalinin                         | Hauptgürtel                                                     |
| (15548) Kalinowski                     | Hauptgürtel                                                     |
| (197708) Kalipona                      | Hauptgürtel                                                     |
| (2840) Kallavesi                       | Hauptgürtel                                                     |
| (2805) Kalle                           | Hauptgürtel                                                     |
| (28569) Kallenbach                     | Hauptgürtel                                                     |
| (10908) Kallestroetzel                 | Hauptgürtel                                                     |
| (22) Kalliope                          | Hauptgürtel                                                     |
| (204) Kallisto                         | Hauptgürtel                                                     |
| (10545) Källunge                       | Hauptgürtel                                                     |
| (2332) Kalm                            | Hauptgürtel                                                     |
| (4992) Kálmán                          | Hauptgürtel                                                     |
| (29824) Kalmančok                      | Hauptgürtel                                                     |
| (2287) Kalmykia                        | Hauptgürtel                                                     |
| (82092) Kalocsa                        | Hauptgürtel                                                     |
| (23663) Kalou                          | Hauptgürtel                                                     |
| (51826) Kalpanachawla                  | Hauptgürtel                                                     |
| (282897) Kaltenbrunner                 | Hauptgürtel                                                     |
| (7734) Kaltenegger                     | Hauptgürtel                                                     |
| (8150) Kaluga                          | Hauptgürtel                                                     |
| (21393) Kalygeringer                   | Hauptgürtel                                                     |
| (53) Kalypso                           | Hauptgürtel                                                     |
| (1387) Kama                            | Hauptgürtel                                                     |
| (66667) Kambič                         | Hauptgürtel                                                     |
| (14909) Kamchatka                      | Hauptgürtel                                                     |
| (52292) Kamdzhalov                     | Hauptgürtel                                                     |
| (7289) Kamegamori                      | Hauptgürtel                                                     |
| (4254) Kamél                           | Hauptgürtel                                                     |
| (70936) Kámen                          | Hauptgürtel                                                     |
| (5385) Kamenka                         | Hauptgürtel                                                     |
| (12833) Kamenný Újezd                  | Hauptgürtel                                                     |
| (12796) Kamenrider                     | Hauptgürtel                                                     |
| (2428) Kamenyar                        | Hauptgürtel                                                     |
| (5435) Kameoka                         | Hauptgürtel                                                     |
| (58279) Kamerlingh                     | Hauptgürtel                                                     |
| (69228) Kamerunberg                    | Hauptgürtel                                                     |
| (7757) Kameya                          | Hauptgürtel                                                     |
| (12751) Kamihayashi                    | Hauptgürtel                                                     |
| (21250) Kamikouchi                     | Hauptgürtel                                                     |
| (108720) Kamikuroiwa                   | Hauptgürtel                                                     |
| (14124) Kamil                          | Hauptgürtel                                                     |
| (4496) Kamimachi                       | Hauptgürtel                                                     |
| (27439) Kamimura                       | Hauptgürtel                                                     |
| (5978) Kaminokuni                      | Hauptgürtel                                                     |
| (278735) Kamioka                       | Hauptgürtel                                                     |
| (17100) Kamiokanatsu                   | Hauptgürtel                                                     |
| (18156) Kamisaibara                    | Hauptgürtel                                                     |
| (22736) Kamitaki                       | Hauptgürtel                                                     |
| (105675) Kamiukena                     | Hauptgürtel                                                     |
| (9791) Kamiyakurai                     | Hauptgürtel                                                     |
| (8045) Kamiyama                        | Hauptgürtel                                                     |
| (18891) Kamler                         | Hauptgürtel                                                     |
| (112233) Kammerer                      | Hauptgürtel                                                     |
| (185321) Kammerlander                  | Hauptgürtel                                                     |
| (4215) Kamo                            | Hauptgürtel                                                     |
| (9293) Kamogata                        | Hauptgürtel                                                     |
| (10143) Kamogawa                       | Hauptgürtel                                                     |
| (469219) Kamo`oalewa                   | Apollo                                                          |
| (14623) Kamoun                         | Hauptgürtel                                                     |
| (1948) Kampala                         | Hauptgürtel                                                     |
| (4410) Kamuimintara                    | Hauptgürtel                                                     |
| (13239) Kana                           | Hauptgürtel                                                     |
| (17683) Kanagawa                       | Hauptgürtel                                                     |
| (26168) Kanaikiyotaka                  | Hauptgürtel                                                     |
| (9866) Kanaimitsuo                     | Hauptgürtel                                                     |
| (9212) Kanamaru                        | Hauptgürtel                                                     |
| (7650) Kaname                          | Hauptgürtel                                                     |
| (32453) Kanamishogo                    | Hauptgürtel                                                     |
| (52500) Kanata                         | Hauptgürtel                                                     |
| (6976) Kanatsu                         | Hauptgürtel                                                     |
| (5333) Kanaya                          | Hauptgürtel                                                     |
| (14888) Kanazawashi                    | Hauptgürtel                                                     |
| (21262) Kanba                          | Hauptgürtel                                                     |
| (15370) Kanchi                         | Hauptgürtel                                                     |
| (2248) Kanda                           | Hauptgürtel                                                     |
| (12769) Kandakurenai                   | Hauptgürtel                                                     |
| (5750) Kandatai                        | Hauptgürtel                                                     |
| (2662) Kandinsky                       | Hauptgürtel                                                     |
| (126245) Kandókálmán                   | Hauptgürtel                                                     |
| (26394) Kandola                        | Hauptgürtel                                                     |
| (12008) Kandrup                        | Marsbahnkreuzer                                                 |
| (17940) Kandyjarvis                    | Hauptgürtel                                                     |
| (4717) Kaneko                          | Hauptgürtel                                                     |
| (10583) Kanetugu                       | Hauptgürtel                                                     |
| (31508) Kanevsky                       | Hauptgürtel                                                     |
| (28299) Kanghaoyan                     | Hauptgürtel                                                     |
| (31937) Kangsunwoo                     | Hauptgürtel                                                     |
| (4265) Kani                            | Hauptgürtel                                                     |
| (20870) Kaningher                      | Hauptgürtel                                                     |
| (22625) Kanipe                         | Hauptgürtel                                                     |
| (120120) Kankelborg                    | Hauptgürtel                                                     |
| (145732) Kanmon                        | Hauptgürtel                                                     |
| (23468) Kannabe                        | Hauptgürtel                                                     |
| (13934) Kannami                        | Hauptgürtel                                                     |
| (9409) Kanpuzan                        | Hauptgürtel                                                     |
| (4963) Kanroku                         | Hauptgürtel                                                     |
| (3124) Kansas                          | Hauptgürtel                                                     |
| (6846) Kansazan                        | Hauptgürtel                                                     |
| (7083) Kant                            | Hauptgürtel                                                     |
| (24455) Kaňuchová                      | Hauptgürtel                                                     |
| (31313) Kanwingyi                      | Hauptgürtel                                                     |
| (215080) Kaohsiung                     | Hauptgürtel                                                     |
| (3463) Kaokuen                         | Hauptgürtel                                                     |
| (9044) Kaoru                           | Hauptgürtel                                                     |
| (24587) Kapaneus                       | Jupiter-Trojaner                                                |
| (11842) Kap’bos                        | Hauptgürtel                                                     |
| (24352) Kapilrama                      | Hauptgürtel                                                     |
| (3437) Kapitsa                         | Hauptgürtel                                                     |
| (1987) Kaplan                          | Hauptgürtel                                                     |
| (29528) Kaplinski                      | Hauptgürtel                                                     |
| (23069) Kapps                          | Hauptgürtel                                                     |
| (818) Kapteynia                        | Hauptgürtel                                                     |
| (9141) Kapur                           | Hauptgürtel                                                     |
| (29619) Kapurubandage                  | Hauptgürtel                                                     |
| (6683) Karachentsov                    | Hauptgürtel                                                     |
| (8019) Karachkina                      | Hauptgürtel                                                     |
| (287787) Karády                        | Hauptgürtel                                                     |
| (6973) Karajan                         | Hauptgürtel                                                     |
| (4274) Karamanov                       | Hauptgürtel                                                     |
| (33583) Karamchedu                     | Hauptgürtel                                                     |
| (3719) Karamzin                        | Hauptgürtel                                                     |
| (32025) Karanjerath                    | Hauptgürtel                                                     |
| (29514) Karatsu                        | Hauptgürtel                                                     |
| (3800) Karayusuf                       | Marsbahnkreuzer                                                 |
| (1959) Karbyshev                       | Hauptgürtel                                                     |
| (39509) Kardashev                      | Hauptgürtel                                                     |
| (1682) Karel                           | Hauptgürtel                                                     |
| (22465) Karelanděl                     | Hauptgürtel                                                     |
| (11431) Karelbosscha                   | Hauptgürtel                                                     |
| (5514) Karelraška                      | Hauptgürtel                                                     |
| (12160) Karelwakker                    | Hauptgürtel                                                     |
| (19291) Karelzeman                     | Hauptgürtel                                                     |
| (2651) Karen                           | Hauptgürtel                                                     |
| (108382) Karencilevitz                 | Hauptgürtel                                                     |
| (21462) Karenedbal                     | Hauptgürtel                                                     |
| (24734) Kareness                       | Hauptgürtel                                                     |
| (25370) Karenfletch                    | Hauptgürtel                                                     |
| (23884) Karenharvey                    | Hauptgürtel                                                     |
| (20545) Karenhowell                    | Hauptgürtel                                                     |
| (25229) Karenkitt                      | Hauptgürtel                                                     |
| (22102) Karenlamb                      | Hauptgürtel                                                     |
| (19801) Karenlemmon                    | Hauptgürtel                                                     |
| (249300) Karenmortfield                | Hauptgürtel                                                     |
| (28132) Karenzobel                     | Hauptgürtel                                                     |
| (4685) Karetnikov                      | Hauptgürtel                                                     |
| (4822) Karge                           | Hauptgürtel                                                     |
| (1676) Kariba                          | Hauptgürtel                                                     |
| (90525) Karijanberg                    | Hauptgürtel                                                     |
| (832) Karin                            | Hauptgürtel                                                     |
| (9945) Karinaxavier                    | Hauptgürtel                                                     |
| (28819) Karinritchey                   | Hauptgürtel                                                     |
| (84919) Karinthy                       | Hauptgürtel                                                     |
| (14542) Karitskaya                     | Hauptgürtel                                                     |
| (11115) Kariya                         | Hauptgürtel                                                     |
| (30786) Karkoschka                     | Marsbahnkreuzer                                                 |
| (129061) Karlfortney                   | Hauptgürtel                                                     |
| (129330) Karlharshman                  | Hauptgürtel                                                     |
| (332706) Karlheidlas                   | Hauptgürtel                                                     |
| (9854) Karlheinz                       | Hauptgürtel                                                     |
| (25604) Karlin                         | Hauptgürtel                                                     |
| (4264) Karljosephine                   | Hauptgürtel                                                     |
| (2807) Karl Marx                       | Hauptgürtel                                                     |
| (15728) Karlmay                        | Hauptgürtel                                                     |
| (101383) Karloff                       | Hauptgürtel                                                     |
| (2125) Karl-Ontjes                     | Hauptgürtel                                                     |
| (21356) Karlplank                      | Hauptgürtel                                                     |
| (23865) Karlsorensen                   | Hauptgürtel                                                     |
| (9623) Karlsson                        | Hauptgürtel                                                     |
| (10558) Karlstad                       | Hauptgürtel                                                     |
| (11364) Karlštejn                      | Hauptgürtel                                                     |
| (21110) Karlvalentin                   | Hauptgürtel                                                     |
| (3811) Karma                           | Hauptgürtel                                                     |
| (20818) Karmadiraju                    | Hauptgürtel                                                     |
| (17273) Karnik                         | Hauptgürtel                                                     |
| (6451) Kärnten                         | Hauptgürtel                                                     |
| (6323) Karoji                          | Hauptgürtel                                                     |
| (28672) Karolhiggins                   | Hauptgürtel                                                     |
| (2288) Karolinum                       | Hauptgürtel                                                     |
| (231278) Kárpáti                       | Hauptgürtel                                                     |
| (90414) Karpov                         | Hauptgürtel                                                     |
| (25727) Karsonmiller                   | Hauptgürtel                                                     |
| (22868) Karst                          | Hauptgürtel                                                     |
| (32250) Karthik                        | Hauptgürtel                                                     |
| (3758) Karttunen                       | Hauptgürtel                                                     |
| (781) Kartvelia                        | Hauptgürtel                                                     |
| (7133) Kasahara                        | Hauptgürtel                                                     |
| (1316) Kasan                           | Marsbahnkreuzer                                                 |
| (65541) Kasbek                         | Hauptgürtel                                                     |
| (7895) Kaseda                          | Hauptgürtel                                                     |
| (6811) Kashcheev                       | Hauptgürtel                                                     |
| (1828) Kashirina                       | Hauptgürtel                                                     |
| (11664) Kashiwagi                      | Hauptgürtel                                                     |
| (13220) Kashiwagura                    | Hauptgürtel                                                     |
| (8994) Kashkashian                     | Hauptgürtel                                                     |
| (45510) Kashuba                        | Hauptgürtel                                                     |
| (21939) Kasmith                        | Hauptgürtel                                                     |
| (376694) Kassák                        | Hauptgürtel                                                     |
| (114) Kassandra                        | Hauptgürtel                                                     |
| (646) Kastalia                         | Hauptgürtel                                                     |
| (3982) Kastel’                         | Hauptgürtel                                                     |
| (12318) Kästner                        | Hauptgürtel                                                     |
| (7674) Kasuga                          | Hauptgürtel                                                     |
| (3608) Kataev                          | Hauptgürtel                                                     |
| (1817) Katanga                         | Hauptgürtel                                                     |
| (10301) Kataoka                        | Hauptgürtel                                                     |
| (36800) Katarinawitt                   | Hauptgürtel                                                     |
| (8527) Katayama                        | Hauptgürtel                                                     |
| (32145) Katberman                      | Hauptgürtel                                                     |
| (24385) Katcagen                       | Hauptgürtel                                                     |
| (2156) Kate                            | Hauptgürtel                                                     |
| (27052) Katebush                       | Hauptgürtel                                                     |
| (22536) Katelowry                      | Hauptgürtel                                                     |
| (24378) Katelyngibbs                   | Hauptgürtel                                                     |
| (144692) Katemary                      | Hauptgürtel                                                     |
| (25978) Katerudolph                    | Hauptgürtel                                                     |
| (26273) Kateschafer                    | Hauptgürtel                                                     |
| (6750) Katgert                         | Hauptgürtel                                                     |
| (18697) Kathanson                      | Hauptgürtel                                                     |
| (320) Katharina                        | Hauptgürtel                                                     |
| (26693) Katharinecorbin                | Hauptgürtel                                                     |
| (20281) Kathartman                     | Hauptgürtel                                                     |
| (18992) Katharvard                     | Hauptgürtel                                                     |
| (22153) Kathbarnhart                   | Hauptgürtel                                                     |
| (28558) Kathcordwell                   | Hauptgürtel                                                     |
| (28765) Katherinewu                    | Hauptgürtel                                                     |
| (25877) Katherinexue                   | Hauptgürtel                                                     |
| (24119) Katherinrose                   | Hauptgürtel                                                     |
| (18787) Kathermann                     | Hauptgürtel                                                     |
| (25987) Katherynshi                    | Hauptgürtel                                                     |
| (49350) Katheynix                      | Hauptgürtel                                                     |
| (30022) Kathibaker                     | Hauptgürtel                                                     |
| (3754) Kathleen                        | Hauptgürtel                                                     |
| (14250) Kathleenmartin                 | Hauptgürtel                                                     |
| (28527) Kathleenrose                   | Hauptgürtel                                                     |
| (6340) Kathmandu                       | Hauptgürtel                                                     |
| (2612) Kathryn                         | Hauptgürtel                                                     |
| (33592) Kathrynanna                    | Hauptgürtel                                                     |
| (22923) Kathrynblair                   | Hauptgürtel                                                     |
| (316186) Kathrynjoyce                  | Hauptgürtel                                                     |
| (28096) Kathrynmarsh                   | Hauptgürtel                                                     |
| (175588) Kathrynsmith                  | Hauptgürtel                                                     |
| (30375) Kathuang                       | Hauptgürtel                                                     |
| (22596) Kathwallace                    | Hauptgürtel                                                     |
| (4711) Kathy                           | Hauptgürtel                                                     |
| (33255) Kathybush                      | Hauptgürtel                                                     |
| (20217) Kathyclemmer                   | Hauptgürtel                                                     |
| (22165) Kathydouglas                   | Hauptgürtel                                                     |
| (23010) Kathyfinch                     | Hauptgürtel                                                     |
| (27296) Kathyhurd                      | Hauptgürtel                                                     |
| (32048) Kathyliu                       | Hauptgürtel                                                     |
| (5914) Kathywhaler                     | Hauptgürtel                                                     |
| (43890) Katiaottani                    | Hauptgürtel                                                     |
| (33270) Katiecrysup                    | Hauptgürtel                                                     |
| (19766) Katiedavis                     | Hauptgürtel                                                     |
| (24548) Katieeverett                   | Hauptgürtel                                                     |
| (25131) Katiemelua                     | Hauptgürtel                                                     |
| (121715) Katiesalamy                   | Hauptgürtel                                                     |
| (1113) Katja                           | Hauptgürtel                                                     |
| (25685) Katlinhornig                   | Hauptgürtel                                                     |
| (5743) Kato                            | Hauptgürtel                                                     |
| (27003) Katoizumi                      | Hauptgürtel                                                     |
| (61444) Katokimiko                     | Hauptgürtel                                                     |
| (14426) Katotsuyoshi                   | Hauptgürtel                                                     |
| (31240) Katrianne                      | Hauptgürtel                                                     |
| (120353) Katrinajackson                | Hauptgürtel                                                     |
| (14258) Katrinaminck                   | Hauptgürtel                                                     |
| (446500) Katrinraynor                  | Hauptgürtel                                                     |
| (12585) Katschwarz                     | Hauptgürtel                                                     |
| (7965) Katsuhiko                       | Hauptgürtel                                                     |
| (15368) Katsuji                        | Hauptgürtel                                                     |
| (22346) Katsumatatakashi               | Hauptgürtel                                                     |
| (9067) Katsuno                         | Hauptgürtel                                                     |
| (2961) Katsurahama                     | Hauptgürtel                                                     |
| (12469) Katsuura                       | Hauptgürtel                                                     |
| (21126) Katsuyoshi                     | Hauptgürtel                                                     |
| (7319) Katterfeld                      | Hauptgürtel                                                     |
| (11628) Katuhikoikeda                  | Hauptgürtel                                                     |
| (12400) Katumaru                       | Hauptgürtel                                                     |
| (6182) Katygord                        | Hauptgürtel                                                     |
| (243000) Katysirles                    | Hauptgürtel                                                     |
| (1900) Katyusha                        | Hauptgürtel                                                     |
| (22981) Katz                           | Hauptgürtel                                                     |
| (216624) Kaufer                        | Hauptgürtel                                                     |
| (6806) Kaufmann                        | Hauptgürtel                                                     |
| (5485) Kaula                           | Hauptgürtel                                                     |
| (5491) Kaulbach                        | Hauptgürtel                                                     |
| (73059) Kaunas                         | Hauptgürtel                                                     |
| (4251) Kavasch                         | Hauptgürtel                                                     |
| (154660) Kavelaars                     | Hauptgürtel                                                     |
| (1976) Kaverin                         | Hauptgürtel                                                     |
| (2949) Kaverznev                       | Hauptgürtel                                                     |
| (6832) Kawabata                        | Hauptgürtel                                                     |
| (12682) Kawada                         | Hauptgürtel                                                     |
| (7953) Kawaguchi                       | Hauptgürtel                                                     |
| (8911) Kawaguchijun                    | Hauptgürtel                                                     |
| (8413) Kawakami                        | Hauptgürtel                                                     |
| (7504) Kawakita                        | Hauptgürtel                                                     |
| (10352) Kawamura                       | Hauptgürtel                                                     |
| (9033) Kawane                          | Hauptgürtel                                                     |
| (37720) Kawanishi                      | Hauptgürtel                                                     |
| (6269) Kawasaki                        | Hauptgürtel                                                     |
| (4910) Kawasato                        | Marsbahnkreuzer                                                 |
| (7410) Kawazoe                         | Hauptgürtel                                                     |
| (2564) Kayala                          | Hauptgürtel                                                     |
| (6546) Kaye                            | Hauptgürtel                                                     |
| (18912) Kayfurman                      | Hauptgürtel                                                     |
| (21829) Kaylacornale                   | Hauptgürtel                                                     |
| (5271) Kaylamaya                       | Hauptgürtel                                                     |
| (202614) Kayleigh                      | Hauptgürtel                                                     |
| (4421) Kayor                           | Hauptgürtel                                                     |
| (23791) Kaysonconlin                   | Hauptgürtel                                                     |
| (6110) Kazak                           | Hauptgürtel                                                     |
| (2178) Kazakhstania                    | Hauptgürtel                                                     |
| (5544) Kazakov                         | Hauptgürtel                                                     |
| (48650) Kazanuniversity                | Hauptgürtel                                                     |
| (3477) Kazbegi                         | Hauptgürtel                                                     |
| (9551) Kazi                            | Marsbahnkreuzer                                                 |
| (184096) Kazlauskas                    | Hauptgürtel                                                     |
| (11504) Kazo                           | Hauptgürtel                                                     |
| (25087) Kaztaniguchi                   | Hauptgürtel                                                     |
| (11294) Kazu                           | Hauptgürtel                                                     |
| (26170) Kazuhiko                       | Hauptgürtel                                                     |
| (8582) Kazuhisa                        | Hauptgürtel                                                     |
| (8302) Kazukin                         | Hauptgürtel                                                     |
| (13540) Kazukitakahashi                | Hauptgürtel                                                     |
| (6496) Kazuko                          | Hauptgürtel                                                     |
| (9746) Kazukoichikawa                  | Hauptgürtel                                                     |
| (29374) Kazumitsu                      | Hauptgürtel                                                     |
| (7031) Kazumiyoshioka                  | Hauptgürtel                                                     |
| (8087) Kazutaka                        | Hauptgürtel                                                     |
| (92614) Kazutami                       | Hauptgürtel                                                     |
| (7353) Kazuya                          | Hauptgürtel                                                     |
| (7293) Kazuyuki                        | Hauptgürtel                                                     |
| (14535) Kazuyukihanda                  | Hauptgürtel                                                     |
| (2712) Keaton                          | Hauptgürtel                                                     |
| (4110) Keats                           | Hauptgürtel                                                     |
| (5007) Keay                            | Hauptgürtel                                                     |
| (5811) Keck                            | Hauptgürtel                                                     |
| (2261) Keeler                          | Hauptgürtel                                                     |
| (33586) Keeley                         | Hauptgürtel                                                     |
| (237164) Keelung                       | Hauptgürtel                                                     |
| (21498) Keenanferar                    | Hauptgürtel                                                     |
| (27238) Keenanmonks                    | Hauptgürtel                                                     |
| (19452) Keeney                         | Hauptgürtel                                                     |
| (5554) Keesey                          | Hauptgürtel                                                     |
| (9686) Keesom                          | Hauptgürtel                                                     |
| (10039) Keet Seel                      | Hauptgürtel                                                     |
| (9477) Kefennell                       | Hauptgürtel                                                     |
| (5005) Kegler                          | Hauptgürtel                                                     |
| (31959) Keianacave                     | Hauptgürtel                                                     |
| (14046) Keikai                         | Hauptgürtel                                                     |
| (8725) Keiko                           | Hauptgürtel                                                     |
| (9419) Keikochaki                      | Hauptgürtel                                                     |
| (42271) Keikokubota                    | Hauptgürtel                                                     |
| (7862) Keikonakamura                   | Hauptgürtel                                                     |
| (5054) Keil                            | Hauptgürtel                                                     |
| (10489) Keinonen                       | Hauptgürtel                                                     |
| (125473) Keisaku                       | Hauptgürtel                                                     |
| (8633) Keisukenagao                    | Hauptgürtel                                                     |
| (117610) Keithmahoney                  | Hauptgürtel                                                     |
| (159827) Keithmullen                   | Hauptgürtel                                                     |
| (6386) Keithnoll                       | Marsbahnkreuzer                                                 |
| (46442) Keithtritton                   | Hauptgürtel                                                     |
| (15790) Keizan                         | Marsbahnkreuzer                                                 |
| (69421) Keizosaji                      | Hauptgürtel                                                     |
| (6324) Kejonuma                        | Hauptgürtel                                                     |
| (5402) Kejosmith                       | Hauptgürtel                                                     |
| (13254) Kekulé                         | Hauptgürtel                                                     |
| (2186) Keldysh                         | Hauptgürtel                                                     |
| (265594) Keletiagnes                   | Hauptgürtel                                                     |
| (112798) Kelindsey                     | Hauptgürtel                                                     |
| (6773) Kellaway                        | Hauptgürtel                                                     |
| (52681) Kelleghan                      | Hauptgürtel                                                     |
| (5938) Keller                          | Hauptgürtel                                                     |
| (23270) Kellerman                      | Hauptgürtel                                                     |
| (4477) Kelley                          | Hauptgürtel                                                     |
| (21417) Kelleyharris                   | Hauptgürtel                                                     |
| (9530) Kelleymichael                   | Hauptgürtel                                                     |
| (22312) Kelly                          | Hauptgürtel                                                     |
| (23271) Kellychacon                    | Hauptgürtel                                                     |
| (18805) Kellyday                       | Hauptgürtel                                                     |
| (115434) Kellyfast                     | Hauptgürtel                                                     |
| (30149) Kellyriedell                   | Hauptgürtel                                                     |
| (28818) Kellyryan                      | Hauptgürtel                                                     |
| (28643) Kellyzhang                     | Hauptgürtel                                                     |
| (6260) Kelsey                          | Hauptgürtel                                                     |
| (28841) Kelseybarter                   | Hauptgürtel                                                     |
| (21853) Kelseykay                      | Hauptgürtel                                                     |
| (8003) Kelvin                          | Hauptgürtel                                                     |
| (78431) Kemble                         | Hauptgürtel                                                     |
| (11712) Kemcook                        | Hauptgürtel                                                     |
| (23729) Kemeisha                       | Hauptgürtel                                                     |
| (132718) Kemény                        | Hauptgürtel                                                     |
| (2140) Kemerovo                        | Hauptgürtel                                                     |
| (1508) Kemi                            | Marsbahnkreuzer                                                 |
| (2932) Kempchinsky                     | Hauptgürtel                                                     |
| (26661) Kempelen                       | Hauptgürtel                                                     |
| (11789) Kempowski                      | Hauptgürtel                                                     |
| (3675) Kemstach                        | Hauptgürtel                                                     |
| (5933) Kemurdzhian                     | Hauptgürtel                                                     |
| (47627) Kendomanik                     | Hauptgürtel                                                     |
| (25704) Kendrick                       | Hauptgürtel                                                     |
| (12537) Kendriddle                     | Hauptgürtel                                                     |
| (8743) Kèneke                          | Hauptgürtel                                                     |
| (18237) Kenfreeman                     | Hauptgürtel                                                     |
| (15364) Kenglover                      | Hauptgürtel                                                     |
| (181670) Kengyun                       | Hauptgürtel                                                     |
| (18404) Kenichi                        | Hauptgürtel                                                     |
| (117582) Kenjikawai                    | Hauptgürtel                                                     |
| (9099) Kenjitanabe                     | Hauptgürtel                                                     |
| (24962) Kenjitoba                      | Hauptgürtel                                                     |
| (22580) Kenkaplan                      | Hauptgürtel                                                     |
| (152985) Kenkellermann                 | Hauptgürtel                                                     |
| (17555) Kenkennedy                     | Hauptgürtel                                                     |
| (55276) Kenlarner                      | Hauptgürtel                                                     |
| (99862) Kenlevin                       | Hauptgürtel                                                     |
| (21149) Kenmitchell                    | Hauptgürtel                                                     |
| (22422) Kenmount Hill                  | Hauptgürtel                                                     |
| (8546) Kenmotsu                        | Hauptgürtel                                                     |
| (21542) Kennajeannet                   | Hauptgürtel                                                     |
| (7166) Kennedy                         | Hauptgürtel                                                     |
| (17930) Kennethott                     | Hauptgürtel                                                     |
| (17156) Kennethseitz                   | Hauptgürtel                                                     |
| (5348) Kennoguchi                      | Hauptgürtel                                                     |
| (10107) Kenny                          | Hauptgürtel                                                     |
| (2449) Kenos                           | Marsbahnkreuzer                                                 |
| (13991) Kenphillips                    | Hauptgürtel                                                     |
| (5242) Kenreimonin                     | Hauptgürtel                                                     |
| (3714) Kenrussell                      | Hauptgürtel                                                     |
| (28628) Kensenshi                      | Hauptgürtel                                                     |
| (133074) Kenshamordola                 | Hauptgürtel                                                     |
| (22809) Kensiequade                    | Hauptgürtel                                                     |
| (28346) Kent                           | Hauptgürtel                                                     |
| (9977) Kentakunimoto                   | Hauptgürtel                                                     |
| (7036) Kentarohirata                   | Hauptgürtel                                                     |
| (300909) Kenthompson                   | Hauptgürtel                                                     |
| (97631) Kentrobinson                   | Hauptgürtel                                                     |
| (163470) Kenwallis                     | Hauptgürtel                                                     |
| (17046) Kenway                         | Hauptgürtel                                                     |
| (14075) Kenwill                        | Hauptgürtel                                                     |
| (70783) Kenwilliams                    | Hauptgürtel                                                     |
| (84951) Kenwilson                      | Hauptgürtel                                                     |
| (1278) Kenya                           | Hauptgürtel                                                     |
| (25180) Kenyonconlin                   | Hauptgürtel                                                     |
| (178155) Kenzaarraki                   | Hauptgürtel                                                     |
| (6931) Kenzaburo                       | Hauptgürtel                                                     |
| (35274) Kenziarino                     | Hauptgürtel                                                     |
| (5526) Kenzo                           | Hauptgürtel                                                     |
| (8375) Kenzokohno                      | Hauptgürtel                                                     |
| (49440) Kenzotange                     | Hauptgürtel                                                     |
| (1134) Kepler                          | Marsbahnkreuzer                                                 |
| (17781) Kepping                        | Hauptgürtel                                                     |
| (207655) Kerboguan                     | Hauptgürtel                                                     |
| (2216) Kerch                           | Hauptgürtel                                                     |
| (19587) Keremane                       | Hauptgürtel                                                     |
| (11432) Kerkhoven                      | Hauptgürtel                                                     |
| (24503) Kero                           | Hauptgürtel                                                     |
| (299756) Kerryaileen                   | Hauptgürtel                                                     |
| (23680) Kerryking                      | Hauptgürtel                                                     |
| (60609) Kerryprice                     | Hauptgürtel                                                     |
| (842) Kerstin                          | Hauptgürtel                                                     |
| (154141) Kertész                       | Hauptgürtel                                                     |
| (6384) Kervin                          | Hauptgürtel                                                     |
| (25594) Kessler                        | Hauptgürtel                                                     |
| (202787) Kestecher                     | Hauptgürtel                                                     |
| (418220) Kestutis                      | Hauptgürtel                                                     |
| (25570) Kesun                          | Hauptgürtel                                                     |
| (318694) Keszthelyi                    | Hauptgürtel                                                     |
| (124075) Ketelsen                      | Hauptgürtel                                                     |
| (15023) Ketover                        | Hauptgürtel                                                     |
| (10290) Kettering                      | Hauptgürtel                                                     |
| (16756) Keuskamp                       | Hauptgürtel                                                     |
| (23739) Kevin                          | Hauptgürtel                                                     |
| (120196) Kevinballou                   | Hauptgürtel                                                     |
| (120215) Kevinberry                    | Hauptgürtel                                                     |
| (27478) Kevinbloh                      | Hauptgürtel                                                     |
| (28556) Kevinchen                      | Hauptgürtel                                                     |
| (18907) Kevinclaytor                   | Hauptgürtel                                                     |
| (28935) Kevincyr                       | Hauptgürtel                                                     |
| (25674) Kevinellis                     | Hauptgürtel                                                     |
| (16129) Kevingao                       | Hauptgürtel                                                     |
| (30085) Kevingarbe                     | Hauptgürtel                                                     |
| (24524) Kevinhawkins                   | Hauptgürtel                                                     |
| (21964) Kevinhousen                    | Hauptgürtel                                                     |
| (128373) Kevinjohnson                  | Hauptgürtel                                                     |
| (25490) Kevinkelly                     | Hauptgürtel                                                     |
| (18090) Kevinkuo                       | Hauptgürtel                                                     |
| (20393) Kevinlane                      | Hauptgürtel                                                     |
| (30033) Kevinlee                       | Hauptgürtel                                                     |
| (239282) Kevinmccarron                 | Hauptgürtel                                                     |
| (121593) Kevinmiller                   | Hauptgürtel                                                     |
| (184778) Kevinoberheim                 | Hauptgürtel                                                     |
| (7454) Kevinrighter                    | Hauptgürtel                                                     |
| (32074) Kevinsadhu                     | Hauptgürtel                                                     |
| (129165) Kevinstout                    | Hauptgürtel                                                     |
| (20302) Kevinwang                      | Hauptgürtel                                                     |
| (13721) Kevinwelsh                     | Hauptgürtel                                                     |
| (211380) Kevinwoyjeck                  | Hauptgürtel                                                     |
| (25993) Kevinxu                        | Hauptgürtel                                                     |
| (16221) Kevinyang                      | Hauptgürtel                                                     |
| (25118) Kevlin                         | Hauptgürtel                                                     |
| (2291) Kevo                            | Hauptgürtel                                                     |
| (1540) Kevola                          | Hauptgürtel                                                     |
| (7666) Keyaki                          | Hauptgürtel                                                     |
| (9917) Keynes                          | Hauptgürtel                                                     |
| (13302) Kezmoh                         | Hauptgürtel                                                     |
| (18174) Khachatryan                    | Hauptgürtel                                                     |
| (5936) Khadzhinov                      | Hauptgürtel                                                     |
| (19438) Khaki                          | Hauptgürtel                                                     |
| (1357) Khama                           | Hauptgürtel                                                     |
| (279119) Khamatova                     | Hauptgürtel                                                     |
| (33393) Khandelwal                     | Hauptgürtel                                                     |
| (12068) Khandrika                      | Hauptgürtel                                                     |
| (3068) Khanina                         | Hauptgürtel                                                     |
| (2147) Kharadze                        | Hauptgürtel                                                     |
| (15898) Kharasterteam                  | Hauptgürtel                                                     |
| (9263) Khariton                        | Hauptgürtel                                                     |
| (9167) Kharkiv                         | Hauptgürtel                                                     |
| (10685) Kharkivuniver                  | Hauptgürtel                                                     |
| (10675) Kharlamov                      | Hauptgürtel                                                     |
| (6766) Kharms                          | Hauptgürtel                                                     |
| (30177) Khashayar                      | Hauptgürtel                                                     |
| (4802) Khatchaturian                   | Hauptgürtel                                                     |
| (12565) Khege                          | Hauptgürtel                                                     |
| (34293) Khiemdoba                      | Hauptgürtel                                                     |
| (325436) Khlebov                       | Hauptgürtel                                                     |
| (26685) Khojandi                       | Hauptgürtel                                                     |
| (70418) Kholopov                       | Hauptgürtel                                                     |
| (3504) Kholshevnikov                   | Hauptgürtel                                                     |
| (4428) Khotinok                        | Hauptgürtel                                                     |
| (4515) Khrennikov                      | Hauptgürtel                                                     |
| (5955) Khromchenko                     | Hauptgürtel                                                     |
| (372578) Khromov                       | Hauptgürtel                                                     |
| (4707) Khryses                         | Jupiter-Trojaner                                                |
| (10681) Khture                         | Hauptgürtel                                                     |
| (3362) Khufu                           | Aten-Typ                                                        |
| (7995) Khvorostovsky                   | Hauptgürtel                                                     |
| (26451) Khweis                         | Hauptgürtel                                                     |
| (11011) KIAM                           | Hauptgürtel                                                     |
| (18794) Kianafrank                     | Hauptgürtel                                                     |
| (3751) Kiang                           | Hauptgürtel                                                     |
| (2077) Kiangsu                         | Marsbahnkreuzer                                                 |
| (4952) Kibeshigemaro                   | Hauptgürtel                                                     |
| (3319) Kibi                            | Hauptgürtel                                                     |
| (9916) Kibirev                         | Hauptgürtel                                                     |
| (14500) Kibo                           | Hauptgürtel                                                     |
| (5140) Kida                            | Hauptgürtel                                                     |
| (3779) Kieffer                         | Hauptgürtel                                                     |
| (17521) Kiek                           | Hauptgürtel                                                     |
| (1759) Kienle                          | Hauptgürtel                                                     |
| (7056) Kierkegaard                     | Hauptgürtel                                                     |
| (1788) Kiess                           | Hauptgürtel                                                     |
| (2171) Kiev                            | Hauptgürtel                                                     |
| (6576) Kievtech                        | Hauptgürtel                                                     |
| (7202) Kigoshi                         | Hauptgürtel                                                     |
| (16449) Kigoyama                       | Hauptgürtel                                                     |
| (4795) Kihara                          | Hauptgürtel                                                     |
| (191582) Kikadolfi                     | Hauptgürtel                                                     |
| (4743) Kikuchi                         | Hauptgürtel                                                     |
| (18473) Kikuchijun                     | Hauptgürtel                                                     |
| (12388) Kikunokai                      | Hauptgürtel                                                     |
| (8492) Kikuoka                         | Hauptgürtel                                                     |
| (23443) Kikwaya                        | Hauptgürtel                                                     |
| (4737) Kiladze                         | Hauptgürtel                                                     |
| (14764) Kilauea                        | Hauptgürtel                                                     |
| (470) Kilia                            | Hauptgürtel                                                     |
| (28059) Kiliaan                        | Hauptgürtel                                                     |
| (10377) Kilimanjaro                    | Hauptgürtel                                                     |
| (12070) Kilkis                         | Hauptgürtel                                                     |
| (3907) Kilmartin                       | Hauptgürtel                                                     |
| (3142) Kilopi                          | Hauptgürtel                                                     |
| (14111) Kimamos                        | Hauptgürtel                                                     |
| (172505) Kimberlyespy                  | Hauptgürtel                                                     |
| (22547) Kimberscott                    | Hauptgürtel                                                     |
| (11947) Kimclijsters                   | Hauptgürtel                                                     |
| (15557) Kimcochran                     | Hauptgürtel                                                     |
| (30203) Kimdavis                       | Hauptgürtel                                                     |
| (25103) Kimdongyoung                   | Hauptgürtel                                                     |
| (23734) Kimgyehyun                     | Hauptgürtel                                                     |
| (20544) Kimhansell                     | Hauptgürtel                                                     |
| (27739) Kimihiro                       | Hauptgürtel                                                     |
| (213255) Kimiyayui                     | Hauptgürtel                                                     |
| (95016) Kimjeongho                     | Hauptgürtel                                                     |
| (30235) Kimmiller                      | Hauptgürtel                                                     |
| (25105) Kimnayeon                      | Hauptgürtel                                                     |
| (28816) Kimneville                     | Hauptgürtel                                                     |
| (9339) Kimnovak                        | Hauptgürtel                                                     |
| (67712) Kimotsuki                      | Hauptgürtel                                                     |
| (19811) Kimperkins                     | Hauptgürtel                                                     |
| (21729) Kimrichards                    | Hauptgürtel                                                     |
| (72432) Kimrobinson                    | Hauptgürtel                                                     |
| (12771) Kimshin                        | Hauptgürtel                                                     |
| (30248) Kimstinson                     | Hauptgürtel                                                     |
| (6233) Kimura                          | Hauptgürtel                                                     |
| (9407) Kimuranaoto                     | Hauptgürtel                                                     |
| (7575) Kimuraseiji                     | Hauptgürtel                                                     |
| (10821) Kimuratakeshi                  | Hauptgürtel                                                     |
| (24025) Kimwallin                      | Hauptgürtel                                                     |
| (161975) Kincsem                       | Hauptgürtel                                                     |
| (42354) Kindleberger                   | Hauptgürtel                                                     |
| (8986) Kineyayasuyo                    | Hauptgürtel                                                     |
| (2305) King                            | Hauptgürtel                                                     |
| (11778) Kingsford Smith                | Hauptgürtel                                                     |
| (18553) Kinkakuji                      | Hauptgürtel                                                     |
| (14446) Kinkowan                       | Hauptgürtel                                                     |
| (22852) Kinney                         | Hauptgürtel                                                     |
| (54563) Kinokonasu                     | Hauptgürtel                                                     |
| (7250) Kinoshita                       | Hauptgürtel                                                     |
| (10569) Kinoshitamasao                 | Hauptgürtel                                                     |
| (11155) Kinpu                          | Hauptgürtel                                                     |
| (31682) Kinsey                         | Hauptgürtel                                                     |
| (15921) Kintaikyo                      | Hauptgürtel                                                     |
| (6636) Kintanar                        | Hauptgürtel                                                     |
| (15358) Kintner                        | Hauptgürtel                                                     |
| (7826) Kinugasa                        | Hauptgürtel                                                     |
| (8483) Kinwalaniihsia                  | Hauptgürtel                                                     |
| (2947) Kippenhahn                      | Hauptgürtel                                                     |
| (1780) Kippes                          | Hauptgürtel                                                     |
| (1156) Kira                            | Hauptgürtel                                                     |
| (26251) Kiranmanne                     | Hauptgürtel                                                     |
| (28537) Kirapowell                     | Hauptgürtel                                                     |
| (51985) Kirby                          | Hauptgürtel                                                     |
| (225232) Kircheva                      | Hauptgürtel                                                     |
| (10358) Kirchhoff                      | Hauptgürtel                                                     |
| (16441) Kirchner                       | Hauptgürtel                                                     |
| (16128) Kirfrieda                      | Hauptgürtel                                                     |
| (2566) Kirghizia                       | Hauptgürtel                                                     |
| (22134) Kirian                         | Hauptgürtel                                                     |
| (11146) Kirigamine                     | Hauptgürtel                                                     |
| (3588) Kirik                           | Hauptgürtel                                                     |
| (91890) Kiriko Matsuri                 | Hauptgürtel                                                     |
| (6764) Kirillavrov                     | Hauptgürtel                                                     |
| (2609) Kiril-Metodi                    | Hauptgürtel                                                     |
| (19578) Kirkdouglas                    | Hauptgürtel                                                     |
| (27527) Kirkkoehler                    | Hauptgürtel                                                     |
| (19589) Kirkland                       | Hauptgürtel                                                     |
| (9902) Kirkpatrick                     | Hauptgürtel                                                     |
| (1578) Kirkwood                        | Hauptgürtel                                                     |
| (4447) Kirov                           | Hauptgürtel                                                     |
| (5570) Kirsan                          | Hauptgürtel                                                     |
| (9834) Kirsanov                        | Hauptgürtel                                                     |
| (27711) Kirschvink                     | Hauptgürtel                                                     |
| (31771) Kirstenwright                  | Hauptgürtel                                                     |
| (7559) Kirstinemeyer                   | Hauptgürtel                                                     |
| (6273) Kiruna                          | Hauptgürtel                                                     |
| (6275) Kiryu                           | Hauptgürtel                                                     |
| (4994) Kisala                          | Hauptgürtel                                                     |
| (4208) Kiselev                         | Hauptgürtel                                                     |
| (12673) Kiselman                       | Hauptgürtel                                                     |
| (39558) Kishine                        | Hauptgürtel                                                     |
| (21010) Kishon                         | Hauptgürtel                                                     |
| (28508) Kishore                        | Hauptgürtel                                                     |
| (117714) Kiskartal                     | Hauptgürtel                                                     |
| (2271) Kiso                            | Hauptgürtel                                                     |
| (12278) Kisohinoki                     | Hauptgürtel                                                     |
| (21450) Kissel                         | Hauptgürtel                                                     |
| (113202) Kisslászló                    | Hauptgürtel                                                     |
| (4409) Kissling                        | Hauptgürtel                                                     |
| (199688) Kisspéter                     | Hauptgürtel                                                     |
| (12180) Kistemaker                     | Hauptgürtel                                                     |
| (9217) Kitagawa                        | Hauptgürtel                                                     |
| (12012) Kitahiroshima                  | Hauptgürtel                                                     |
| (32858) Kitakamigawa                   | Hauptgürtel                                                     |
| (46595) Kita-Kyushu                    | Hauptgürtel                                                     |
| (3785) Kitami                          | Hauptgürtel                                                     |
| (7954) Kitao                           | Hauptgürtel                                                     |
| (4188) Kitezh                          | Hauptgürtel                                                     |
| (24269) Kittappa                       | Hauptgürtel                                                     |
| (314163) Kittenberger                  | Hauptgürtel                                                     |
| (2679) Kittisvaara                     | Hauptgürtel                                                     |
| (2322) Kitt Peak                       | Hauptgürtel                                                     |
| (9563) Kitty                           | Hauptgürtel                                                     |
| (5481) Kiuchi                          | Hauptgürtel                                                     |
| (4181) Kivi                            | Hauptgürtel                                                     |
| (7525) Kiyohira                        | Hauptgürtel                                                     |
| (4375) Kiyomori                        | Hauptgürtel                                                     |
| (25075) Kiyomoto                       | Hauptgürtel                                                     |
| (5488) Kiyosato                        | Hauptgürtel                                                     |
| (7067) Kiyose                          | Hauptgürtel                                                     |
| (8696) Kjeriksson                      | Hauptgürtel                                                     |
| (343743) Kjurkchieva                   | Hauptgürtel                                                     |
| (16958) Klaasen                        | Marsbahnkreuzer                                                 |
| (24949) Klačka                         | Hauptgürtel                                                     |
| (19914) Klagenfurt                     | Hauptgürtel                                                     |
| (23190) Klages-Mundt                   | Hauptgürtel                                                     |
| (140628) Klaipeda                      | Hauptgürtel                                                     |
| (14699) Klarasmi                       | Hauptgürtel                                                     |
| (1825) Klare                           | Hauptgürtel                                                     |
| (7277) Klass                           | Hauptgürtel                                                     |
| (217576) Klausbirkner                  | Hauptgürtel                                                     |
| (6506) Klausheide                      | Hauptgürtel                                                     |
| (13028) Klaustschira                   | Hauptgürtel                                                     |
| (243096) Klauswerner                   | Hauptgürtel                                                     |
| (4019) Klavetter                       | Hauptgürtel                                                     |
| (2781) Kleczek                         | Hauptgürtel                                                     |
| (10543) Klee                           | Hauptgürtel                                                     |
| (5688) Kleewyck                        | Hauptgürtel                                                     |
| (12045) Klein                          | Hauptgürtel                                                     |
| (214378) Kleinmann                     | Hauptgürtel                                                     |
| (11868) Kleinrichert                   | Hauptgürtel                                                     |
| (31377) Kleinwort                      | Hauptgürtel                                                     |
| (8053) Kleist                          | Hauptgürtel                                                     |
| (3921) Klement’ev                      | Hauptgürtel                                                     |
| (3386) Klementinum                     | Hauptgürtel                                                     |
| (5796) Klemm                           | Hauptgürtel                                                     |
| (1723) Klemola                         | Hauptgürtel                                                     |
| (134348) Klemperer                     | Hauptgürtel                                                     |
| (42377) KLENOT                         | Hauptgürtel                                                     |
| (216) Kleopatra                        | Hauptgürtel                                                     |
| (3978) Klepešta                        | Hauptgürtel                                                     |
| (7130) Klepper                         | Hauptgürtel                                                     |
| (21945) Kleshchonok                    | Hauptgürtel                                                     |
| (2199) Klet                            | Hauptgürtel                                                     |
| (9287) Klima                           | Hauptgürtel                                                     |
| (22757) Klimcak                        | Hauptgürtel                                                     |
| (3903) Kliment Ohridski                | Hauptgürtel                                                     |
| (19763) Klimesh                        | Hauptgürtel                                                     |
| (3653) Klimishin                       | Hauptgürtel                                                     |
| (361524) Klimka                        | Hauptgürtel                                                     |
| (30725) Klimov                         | Hauptgürtel                                                     |
| (16445) Klimt                          | Hauptgürtel                                                     |
| (22369) Klinger                        | Hauptgürtel                                                     |
| (26652) Klinglesmith                   | Hauptgürtel                                                     |
| (9511) Klingsor                        | Hauptgürtel                                                     |
| (10427) Klinkenberg                    | Hauptgürtel                                                     |
| (112328) Klinkerfues                   | Hauptgürtel                                                     |
| (25640) Klintefelt                     | Hauptgürtel                                                     |
| (84) Klio                              | Hauptgürtel                                                     |
| (212723) Klitschko                     | Hauptgürtel                                                     |
| (25111) Klokun                         | Hauptgürtel                                                     |
| (3166) Klondike                        | Hauptgürtel                                                     |
| (22199) Klonios                        | Jupiter-Trojaner                                                |
| (3520) Klopsteg                        | Hauptgürtel                                                     |
| (9344) Klopstock                       | Hauptgürtel                                                     |
| (149728) Klostermann                   | Hauptgürtel                                                     |
| (97) Klotho                            | Hauptgürtel                                                     |
| (583) Klotilde                         | Hauptgürtel                                                     |
| (10222) Klotz                          | Hauptgürtel                                                     |
| (17993) Kluesing                       | Hauptgürtel                                                     |
| (159743) Kluk                          | Hauptgürtel                                                     |
| (1040) Klumpkea                        | Hauptgürtel                                                     |
| (321046) Klushantsev                   | Hauptgürtel                                                     |
| (16710) Kluyver                        | Hauptgürtel                                                     |
| (9578) Klyazma                         | Hauptgürtel                                                     |
| (104) Klymene                          | Hauptgürtel                                                     |
| (179) Klytaemnestra                    | Hauptgürtel                                                     |
| (55676) Klythios                       | Jupiter-Trojaner                                                |
| (73) Klytia                            | Hauptgürtel                                                     |
| (73610) Klyuchevskaya                  | Hauptgürtel                                                     |
| (4560) Klyuchevskij                    | Hauptgürtel                                                     |
| (4312) Knacke                          | Hauptgürtel                                                     |
| (159826) Knapp                         | Hauptgürtel                                                     |
| (18286) Kneipp                         | Hauptgürtel                                                     |
| (3900) Knežević                        | Hauptgürtel                                                     |
| (1384) Kniertje                        | Hauptgürtel                                                     |
| (32899) Knigge                         | Hauptgürtel                                                     |
| (29391) Knight                         | Hauptgürtel                                                     |
| (29329) Knobelsdorff                   | Hauptgürtel                                                     |
| (16438) Knöfel                         | Hauptgürtel                                                     |
| (1311) Knopfia                         | Hauptgürtel                                                     |
| (14339) Knorre                         | Hauptgürtel                                                     |
| (3004) Knud                            | Hauptgürtel                                                     |
| (4868) Knushevia                       | Hauptgürtel                                                     |
| (21656) Knuth                          | Hauptgürtel                                                     |
| (8534) Knutsson                        | Hauptgürtel                                                     |
| (11269) Knyr                           | Hauptgürtel                                                     |
| (1324) Knysna                          | Hauptgürtel                                                     |
| (6498) Ko                              | Hauptgürtel                                                     |
| (12031) Kobaton                        | Hauptgürtel                                                     |
| (3500) Kobayashi                       | Hauptgürtel                                                     |
| (8120) Kobe                            | Hauptgürtel                                                     |
| (13176) Kobedaitenken                  | Hauptgürtel                                                     |
| (1164) Kobolda                         | Hauptgürtel                                                     |
| (7238) Kobori                          | Hauptgürtel                                                     |
| (1233) Kobresia                        | Hauptgürtel                                                     |
| (3432) Kobuchizawa                     | Hauptgürtel                                                     |
| (11154) Kobushi                        | Hauptgürtel                                                     |
| (2427) Kobzar                          | Hauptgürtel                                                     |
| (3399) Kobzon                          | Hauptgürtel                                                     |
| (48934) Kočanová                       | Hauptgürtel                                                     |
| (10847) Koch                           | Hauptgürtel                                                     |
| (2087) Kochera                         | Hauptgürtel                                                     |
| (63528) Kocherhans                     | Hauptgürtel                                                     |
| (115950) Kocherpeter                   | Hauptgürtel                                                     |
| (406957) Kochetova                     | Hauptgürtel                                                     |
| (2396) Kochi                           | Hauptgürtel                                                     |
| (4411) Kochibunkyo                     | Hauptgürtel                                                     |
| (12690) Kochimiraikagaku               | Hauptgürtel                                                     |
| (6763) Kochiny                         | Hauptgürtel                                                     |
| (168767) Kochte                        | Hauptgürtel                                                     |
| (4291) Kodaihasu                       | Hauptgürtel                                                     |
| (6500) Kodaira                         | Marsbahnkreuzer                                                 |
| (286693) Kodaitis                      | Hauptgürtel                                                     |
| (10918) Kodaly                         | Hauptgürtel                                                     |
| (13564) Kodomomiraikan                 | Hauptgürtel                                                     |
| (5206) Kodomonomori                    | Hauptgürtel                                                     |
| (15963) Koeberl                        | Hauptgürtel                                                     |
| (26426) Koechl                         | Hauptgürtel                                                     |
| (6330) Koen                            | Hauptgürtel                                                     |
| (75063) Koestler                       | Hauptgürtel                                                     |
| (17516) Kogayukihito                   | Hauptgürtel                                                     |
| (5684) Kogo                            | Hauptgürtel                                                     |
| (7430) Kogure                          | Hauptgürtel                                                     |
| (22467) Koharumi                       | Hauptgürtel                                                     |
| (15806) Kohei                          | Hauptgürtel                                                     |
| (27991) Koheijimiura                   | Hauptgürtel                                                     |
| (14047) Kohichiro                      | Hauptgürtel                                                     |
| (11775) Köhler                         | Hauptgürtel                                                     |
| (18302) Körner                         | Hauptgürtel                                                     |
| (13801) Kohlhase                       | Hauptgürtel                                                     |
| (4177) Kohman                          | Hauptgürtel                                                     |
| (5113) Kohno                           | Hauptgürtel                                                     |
| (1850) Kohoutek                        | Hauptgürtel                                                     |
| (3370) Kohsai                          | Hauptgürtel                                                     |
| (14445) Koichi                         | Hauptgürtel                                                     |
| (14515) Koichisato                     | Hauptgürtel                                                     |
| (17629) Koichisuzuki                   | Hauptgürtel                                                     |
| (20070) Koichiyuko                     | Hauptgürtel                                                     |
| (49702) Koikeda                        | Hauptgürtel                                                     |
| (21545) Koirala                        | Hauptgürtel                                                     |
| (6097) Koishikawa                      | Hauptgürtel                                                     |
| (5454) Kojiki                          | Hauptgürtel                                                     |
| (4886) Kojima                          | Hauptgürtel                                                     |
| (24911) Kojimashigemi                  | Hauptgürtel                                                     |
| (10355) Kojiroharada                   | Hauptgürtel                                                     |
| (17544) Kojiroishikawa                 | Hauptgürtel                                                     |
| (3644) Kojitaku                        | Hauptgürtel                                                     |
| (24533) Kokhirova                      | Hauptgürtel                                                     |
| (1522) Kokkola                         | Hauptgürtel                                                     |
| (21076) Kokoschka                      | Hauptgürtel                                                     |
| (3373) Koktebelia                      | Hauptgürtel                                                     |
| (24158) Kokubo                         | Hauptgürtel                                                     |
| (87271) Kokubunji                      | Hauptgürtel                                                     |
| (15526) Kokura                         | Hauptgürtel                                                     |
| (11873) Kokuseibi                      | Hauptgürtel                                                     |
| (23648) Kolář                          | Hauptgürtel                                                     |
| (74370) Kolářjan                       | Hauptgürtel                                                     |
| (7315) Kolbe                           | Hauptgürtel                                                     |
| (11352) Koldewey                       | Hauptgürtel                                                     |
| (14354) Kolesnikov                     | Hauptgürtel                                                     |
| (191) Kolga                            | Hauptgürtel                                                     |
| (1929) Kollaa                          | Hauptgürtel                                                     |
| (2467) Kollontai                       | Hauptgürtel                                                     |
| (8827) Kollwitz                        | Hauptgürtel                                                     |
| (48410) Kolmogorov                     | Hauptgürtel                                                     |
| (13723) Kolokolova                     | Hauptgürtel                                                     |
| (269251) Kolomna                       | Hauptgürtel                                                     |
| (270556) Kolonica                      | Hauptgürtel                                                     |
| (175281) Kolonics                      | Hauptgürtel                                                     |
| (9154) Kol’tsovo                       | Hauptgürtel                                                     |
| (6619) Kolya                           | Hauptgürtel                                                     |
| (8803) Kolyer                          | Hauptgürtel                                                     |
| (15267) Kolyma                         | Hauptgürtel                                                     |
| (3219) Komaki                          | Hauptgürtel                                                     |
| (1836) Komarov                         | Hauptgürtel                                                     |
| (14469) Komatsuataka                   | Hauptgürtel                                                     |
| (9103) Komatsubara                     | Hauptgürtel                                                     |
| (6983) Komatsusakyo                    | Hauptgürtel                                                     |
| (3958) Komendantov                     | Hauptgürtel                                                     |
| (1861) Komenský                        | Hauptgürtel                                                     |
| (10572) Kominejo                       | Hauptgürtel                                                     |
| (21642) Kominers                       | Hauptgürtel                                                     |
| (20363) Komitov                        | Hauptgürtel                                                     |
| (6405) Komiyama                        | Hauptgürtel                                                     |
| (39741) Komm                           | Marsbahnkreuzer                                                 |
| (6744) Komoda                          | Hauptgürtel                                                     |
| (5377) Komori                          | Hauptgürtel                                                     |
| (1406) Komppa                          | Hauptgürtel                                                     |
| (1283) Komsomolia                      | Hauptgürtel                                                     |
| (6246) Komurotoru                      | Hauptgürtel                                                     |
| (284891) Kona                          | Hauptgürtel                                                     |
| (3003) Konček                          | Hauptgürtel                                                     |
| (7106) Kondakov                        | Hauptgürtel                                                     |
| (26331) Kondamuri                      | Hauptgürtel                                                     |
| (22394) Kondouakira                    | Hauptgürtel                                                     |
| (6144) Kondojiro                       | Bahn außerhalb großer Populationen, möglicherweise Kometen-Rest |
| (3084) Kondratyuk                      | Hauptgürtel                                                     |
| (21546) Konermann                      | Hauptgürtel                                                     |
| (14794) Konetskiy                      | Hauptgürtel                                                     |
| (13686) Kongozan                       | Hauptgürtel                                                     |
| (3815) König                           | Hauptgürtel                                                     |
| (181824) Königsleiten                  | Hauptgürtel                                                     |
| (10949) Königstuhl                     | Hauptgürtel                                                     |
| (29252) Konjikido                      | Hauptgürtel                                                     |
| (4526) Konko                           | Hauptgürtel                                                     |
| (11254) Konkohekisui                   | Hauptgürtel                                                     |
| (1445) Konkolya                        | Hauptgürtel                                                     |
| (7901) Konnai                          | Hauptgürtel                                                     |
| (12157) Können                         | Hauptgürtel                                                     |
| (162011) Konnohmaru                    | Amor-Typ                                                        |
| (8322) Kononovich                      | Hauptgürtel                                                     |
| (3965) Konopleva                       | Hauptgürtel                                                     |
| (1890) Konoshenkova                    | Hauptgürtel                                                     |
| (18121) Konovalenko                    | Hauptgürtel                                                     |
| (9028) Konrádbeneš                     | Hauptgürtel                                                     |
| (7146) Konradin                        | Hauptgürtel                                                     |
| (21664) Konradzuse                     | Hauptgürtel                                                     |
| (3347) Konstantin                      | Hauptgürtel                                                     |
| (405207) Konstanz                      | Hauptgürtel                                                     |
| (22250) Konstfrolov                    | Hauptgürtel                                                     |
| (2008) Konstitutsiya                   | Hauptgürtel                                                     |
| (18301) Konyukhov                      | Hauptgürtel                                                     |
| (12242) Koon                           | Jupiter-Trojaner                                                |
| (12625) Koopman                        | Hauptgürtel                                                     |
| (2628) Kopal                           | Hauptgürtel                                                     |
| (1631) Kopff                           | Hauptgürtel                                                     |
| (6361) Koppel                          | Hauptgürtel                                                     |
| (7973) Koppeschaar                     | Hauptgürtel                                                     |
| (3968) Koptelov                        | Hauptgürtel                                                     |
| (9932) Kopylov                         | Hauptgürtel                                                     |
| (10201) Korado                         | Hauptgürtel                                                     |
| (5482) Korankei                        | Hauptgürtel                                                     |
| (1505) Koranna                         | Hauptgürtel                                                     |
| (8530) Korbokkur                       | Hauptgürtel                                                     |
| (2163) Korczak                         | Hauptgürtel                                                     |
| (940) Kordula                          | Hauptgürtel                                                     |
| (4377) Koremori                        | Hauptgürtel                                                     |
| (2988) Korhonen                        | Hauptgürtel                                                     |
| (4357) Korinthos                       | Hauptgürtel                                                     |
| (243262) Korkosz                       | Hauptgürtel                                                     |
| (21643) Kornev                         | Hauptgürtel                                                     |
| (23899) Kornoš                         | Hauptgürtel                                                     |
| (296905) Korochantsev                  | Hauptgürtel                                                     |
| (18322) Korokan                        | Hauptgürtel                                                     |
| (3835) Korolenko                       | Hauptgürtel                                                     |
| (1855) Korolev                         | Hauptgürtel                                                     |
| (4883) Korolirina                      | Hauptgürtel                                                     |
| (14181) Koromházi                      | Hauptgürtel                                                     |
| (158) Koronis                          | Hauptgürtel                                                     |
| (185250) Korostyshiv                   | Hauptgürtel                                                     |
| (231649) Korotkiy                      | Hauptgürtel                                                     |
| (17368) Korn                           | Hauptgürtel                                                     |
| (5116) Korsør                          | Hauptgürtel                                                     |
| (16144) Korsten                        | Hauptgürtel                                                     |
| (2966) Korsunia                        | Hauptgürtel                                                     |
| (9685) Korteweg                        | Hauptgürtel                                                     |
| (21686) Koschny                        | Hauptgürtel                                                     |
| (90698) Kościuszko                     | Hauptgürtel                                                     |
| (188576) Kosenda                       | Hauptgürtel                                                     |
| (12440) Koshigayaboshi                 | Hauptgürtel                                                     |
| (18161) Koshiishi                      | Hauptgürtel                                                     |
| (16869) Košinár                        | Hauptgürtel                                                     |
| (1697) Koskenniemi                     | Hauptgürtel                                                     |
| (15609) Kosmaczewski                   | Marsbahnkreuzer                                                 |
| (2072) Kosmodemyanskaya                | Hauptgürtel                                                     |
| (8339) Kosovichia                      | Hauptgürtel                                                     |
| (90376) Kossuth                        | Hauptgürtel                                                     |
| (27961) Kostelecky                     | Hauptgürtel                                                     |
| (3134) Kostinsky                       | Hauptgürtel                                                     |
| (10672) Kostyukova                     | Hauptgürtel                                                     |
| (2726) Kotelnikov                      | Hauptgürtel                                                     |
| (77621) Koten                          | Hauptgürtel                                                     |
| (10747) Köthen                         | Hauptgürtel                                                     |
| (2737) Kotka                           | Hauptgürtel                                                     |
| (3914) Kotogahama                      | Hauptgürtel                                                     |
| (8246) Kotov                           | Hauptgürtel                                                     |
| (21547) Kottapalli                     | Hauptgürtel                                                     |
| (10416) Kottler                        | Marsbahnkreuzer                                                 |
| (8286) Kouji                           | Hauptgürtel                                                     |
| (8957) Koujounotsuki                   | Hauptgürtel                                                     |
| (10213) Koukolík                       | Hauptgürtel                                                     |
| (9147) Kourakuen                       | Hauptgürtel                                                     |
| (4964) Kourovka                        | Hauptgürtel                                                     |
| (23070) Koussa                         | Hauptgürtel                                                     |
| (1799) Koussevitzky                    | Hauptgürtel                                                     |
| (17002) Kouzel                         | Hauptgürtel                                                     |
| (867) Kovacia                          | Hauptgürtel                                                     |
| (230656) Kovacspal                     | Hauptgürtel                                                     |
| (16419) Kovalev                        | Hauptgürtel                                                     |
| (1859) Kovalevskaya                    | Hauptgürtel                                                     |
| (33058) Kovařík                        | Hauptgürtel                                                     |
| (117713) Kövesligethy                  | Hauptgürtel                                                     |
| (17794) Kowalinski                     | Hauptgürtel                                                     |
| (7392) Kowalski                        | Hauptgürtel                                                     |
| (3383) Koyama                          | Hauptgürtel                                                     |
| (13163) Koyamachuya                    | Hauptgürtel                                                     |
| (5591) Koyo                            | Hauptgürtel                                                     |
| (121121) Koyoharugotoge                | Hauptgürtel                                                     |
| (31512) Koyyalagunta                   | Hauptgürtel                                                     |
| (3040) Kozai                           | Marsbahnkreuzer                                                 |
| (8229) Kozelský                        | Hauptgürtel                                                     |
| (76628) Kozí Hrádek                    | Hauptgürtel                                                     |
| (23406) Kozlov                         | Hauptgürtel                                                     |
| (4944) Kozlovskij                      | Hauptgürtel                                                     |
| (240364) Kozmutza                      | Hauptgürtel                                                     |
| (10368) Kozuki                         | Hauptgürtel                                                     |
| (2536) Kozyrev                         | Hauptgürtel                                                     |
| (3712) Kraft                           | Hauptgürtel                                                     |
| (85047) Krakatau                       | Hauptgürtel                                                     |
| (8682) Kräklingbo                      | Hauptgürtel                                                     |
| (46977) Krakow                         | Hauptgürtel                                                     |
| (159799) Kralice                       | Hauptgürtel                                                     |
| (5715) Kramer                          | Hauptgürtel                                                     |
| (13824) Kramlik                        | Hauptgürtel                                                     |
| (7516) Kranjc                          | Hauptgürtel                                                     |
| (407243) Krapivin                      | Hauptgürtel                                                     |
| (7694) Krasetín                        | Hauptgürtel                                                     |
| (14069) Krasheninnikov                 | Hauptgürtel                                                     |
| (5714) Krasinsky                       | Hauptgürtel                                                     |
| (11886) Kraske                         | Hauptgürtel                                                     |
| (7370) Krasnogolovets                  | Hauptgürtel                                                     |
| (38046) Krasnoyarsk                    | Hauptgürtel                                                     |
| (85466) Krastins                       | Hauptgürtel                                                     |
| (3036) Krat                            | Hauptgürtel                                                     |
| (25427) Kratchmarov                    | Hauptgürtel                                                     |
| (235621) Kratochvíle                   | Hauptgürtel                                                     |
| (14262) Kratzer                        | Hauptgürtel                                                     |
| (27049) Kraus                          | Hauptgürtel                                                     |
| (9761) Krautter                        | Hauptgürtel                                                     |
| (8812) Kravtsov                        | Hauptgürtel                                                     |
| (35233) Krčín                          | Hauptgürtel                                                     |
| (158913) Kreider                       | Hauptgürtel                                                     |
| (6597) Kreil                           | Hauptgürtel                                                     |
| (7945) Kreisau                         | Hauptgürtel                                                     |
| (29473) Krejčí                         | Hauptgürtel                                                     |
| (13922) Kremenia                       | Hauptgürtel                                                     |
| (6457) Kremsmünster                    | Hauptgürtel                                                     |
| (4249) Křemže                          | Hauptgürtel                                                     |
| (13055) Kreppein                       | Hauptgürtel                                                     |
| (1849) Kresák                          | Hauptgürtel                                                     |
| (5981) Kresilas                        | Hauptgürtel                                                     |
| (548) Kressida                         | Hauptgürtel                                                     |
| (301638) Kressin                       | Hauptgürtel                                                     |
| (800) Kressmannia                      | Hauptgürtel                                                     |
| (242523) Kreszgéza                     | Hauptgürtel                                                     |
| (5285) Krethon                         | Jupiter-Trojaner                                                |
| (9938) Kretlow                         | Hauptgürtel                                                     |
| (488) Kreusa                           | Hauptgürtel                                                     |
| (3635) Kreutz                          | Marsbahnkreuzer                                                 |
| (7604) Kridsadaporn                    | Marsbahnkreuzer                                                 |
| (149244) Kriegh                        | Hauptgürtel                                                     |
| (242) Kriemhild                        | Hauptgürtel                                                     |
| (7469) Krikalev                        | Hauptgürtel                                                     |
| (8323) Krimigis                        | Hauptgürtel                                                     |
| (8391) Kring                           | Hauptgürtel                                                     |
| (2887) Krinov                          | Hauptgürtel                                                     |
| (3233) Krišbarons                      | Hauptgürtel                                                     |
| (11261) Krisbecker                     | Hauptgürtel                                                     |
| (22533) Krishnan                       | Hauptgürtel                                                     |
| (183560) Křišťan                       | Hauptgürtel                                                     |
| (178803) Kristenjohnson                | Hauptgürtel                                                     |
| (3455) Kristensen                      | Hauptgürtel                                                     |
| (7931) Kristianpedersen                | Hauptgürtel                                                     |
| (129108) Kristianwaldorff              | Hauptgürtel                                                     |
| (19008) Kristibutler                   | Hauptgürtel                                                     |
| (4038) Kristina                        | Hauptgürtel                                                     |
| (19430) Kristinaufer                   | Hauptgürtel                                                     |
| (25669) Kristinrose                    | Hauptgürtel                                                     |
| (134134) Kristoferdrozd                | Hauptgürtel                                                     |
| (275264) Krisztike                     | Hauptgürtel                                                     |
| (26475) Krisztisugar                   | Hauptgürtel                                                     |
| (32019) Krithikaiyer                   | Hauptgürtel                                                     |
| (30302) Kritilall                      | Hauptgürtel                                                     |
| (24260) Kriváň                         | Hauptgürtel                                                     |
| (23583) Křivský                        | Hauptgürtel                                                     |
| (5719) Křížík                          | Hauptgürtel                                                     |
| (24751) Kroemer                        | Hauptgürtel                                                     |
| (5927) Krogh                           | Hauptgürtel                                                     |
| (3102) Krok                            | Amor-Typ                                                        |
| (17412) Kroll                          | Hauptgürtel                                                     |
| (31238) Kroměříž                       | Hauptgürtel                                                     |
| (167875) Kromminga                     | Hauptgürtel                                                     |
| (2796) Kron                            | Hauptgürtel                                                     |
| (25624) Kronecker                      | Hauptgürtel                                                     |
| (48300) Kronk                          | Hauptgürtel                                                     |
| (2447) Kronstadt                       | Hauptgürtel                                                     |
| (269742) Kroónorbert                   | Hauptgürtel                                                     |
| (6842) Krosigk                         | Hauptgürtel                                                     |
| (239307) Kruchynenko                   | Hauptgürtel                                                     |
| (17036) Krugly                         | Hauptgürtel                                                     |
| (69469) Krumbenowe                     | Hauptgürtel                                                     |
| (20894) Krumeich                       | Hauptgürtel                                                     |
| (18412) Kruszelnicki                   | Hauptgürtel                                                     |
| (31925) Krutovskiy                     | Hauptgürtel                                                     |
| (269589) Kryachko                      | Hauptgürtel                                                     |
| (7226) Kryl                            | Hauptgürtel                                                     |
| (5021) Krylania                        | Hauptgürtel                                                     |
| (5247) Krylov                          | Hauptgürtel                                                     |
| (29081) Krymradio                      | Hauptgürtel                                                     |
| (245890) Krynychenka                   | Hauptgürtel                                                     |
| (28720) Krystalrose                    | Hauptgürtel                                                     |
| (27141) Krystleleung                   | Hauptgürtel                                                     |
| (17702) Kryštofharant                  | Hauptgürtel                                                     |
| (18004) Krystosek                      | Hauptgürtel                                                     |
| (31375) Krystufek                      | Hauptgürtel                                                     |
| (21776) Kryszczyńska                   | Hauptgürtel                                                     |
| (32734) Kryukov                        | Hauptgürtel                                                     |
| (114025) Krzesinski                    | Hauptgürtel                                                     |
| (4997) Ksana                           | Hauptgürtel                                                     |
| (11227) Ksenborisova                   | Hauptgürtel                                                     |
| (15397) Ksoari                         | Hauptgürtel                                                     |
| (21670) Kuan                           | Hauptgürtel                                                     |
| (14968) Kubáček                        | Hauptgürtel                                                     |
| (243204) Kubanchoria                   | Hauptgürtel                                                     |
| (15530) Kuber                          | Hauptgürtel                                                     |
| (11598) Kubík                          | Hauptgürtel                                                     |
| (6700) Kubišová                        | Hauptgürtel                                                     |
| (6140) Kubokawa                        | Hauptgürtel                                                     |
| (9422) Kuboniwa                        | Hauptgürtel                                                     |
| (8930) Kubota                          | Hauptgürtel                                                     |
| (10221) Kubrick                        | Hauptgürtel                                                     |
| (6449) Kudara                          | Hauptgürtel                                                     |
| (30301) Kuditipudi                     | Hauptgürtel                                                     |
| (22423) Kudlacek                       | Hauptgürtel                                                     |
| (9981) Kudo                            | Hauptgürtel                                                     |
| (13561) Kudogou                        | Hauptgürtel                                                     |
| (12342) Kudohmichiko                   | Hauptgürtel                                                     |
| (12568) Kuffner                        | Hauptgürtel                                                     |
| (5875) Kuga                            | Hauptgürtel                                                     |
| (120375) Kugel                         | Hauptgürtel                                                     |
| (11313) Kügelgen                       | Hauptgürtel                                                     |
| (2296) Kugultinov                      | Hauptgürtel                                                     |
| (43813) Kühner                         | Hauptgürtel                                                     |
| (1776) Kuiper                          | Hauptgürtel                                                     |
| (36774) Kuittinen                      | Hauptgürtel                                                     |
| (6866) Kukai                           | Hauptgürtel                                                     |
| (1954) Kukarkin                        | Hauptgürtel                                                     |
| (2159) Kukkamäki                       | Hauptgürtel                                                     |
| (7118) Kuklov                          | Hauptgürtel                                                     |
| (23444) Kukučín                        | Hauptgürtel                                                     |
| (17815) Kulawik                        | Hauptgürtel                                                     |
| (31267) Kuldiga                        | Hauptgürtel                                                     |
| (5809) Kulibin                         | Hauptgürtel                                                     |
| (2794) Kulik                           | Hauptgürtel                                                     |
| (1774) Kulikov                         | Hauptgürtel                                                     |
| (2497) Kulikovskij                     | Hauptgürtel                                                     |
| (3019) Kulin                           | Hauptgürtel                                                     |
| (11013) Kullander                      | Hauptgürtel                                                     |
| (6255) Kuma                            | Hauptgürtel                                                     |
| (5783) Kumagaya                        | Hauptgürtel                                                     |
| (7472) Kumakiri                        | Hauptgürtel                                                     |
| (8104) Kumamori                        | Hauptgürtel                                                     |
| (9993) Kumamoto                        | Hauptgürtel                                                     |
| (8922) Kumanodake                      | Hauptgürtel                                                     |
| (200234) Kumashiro                     | Hauptgürtel                                                     |
| (15246) Kumeta                         | Hauptgürtel                                                     |
| (4454) Kumiko                          | Hauptgürtel                                                     |
| (33727) Kummel                         | Hauptgürtel                                                     |
| (25628) Kummer                         | Hauptgürtel                                                     |
| (3569) Kumon                           | Hauptgürtel                                                     |
| (11133) Kumotori                       | Hauptgürtel                                                     |
| (8627) Kunalnayyar                     | Hauptgürtel                                                     |
| (18780) Kuncham                        | Hauptgürtel                                                     |
| (7390) Kundera                         | Hauptgürtel                                                     |
| (553) Kundry                           | Hauptgürtel                                                     |
| (936) Kunigunde                        | Hauptgürtel                                                     |
| (4403) Kuniharu                        | Hauptgürtel                                                     |
| (6964) Kunihiko                        | Hauptgürtel                                                     |
| (7176) Kuniji                          | Hauptgürtel                                                     |
| (7189) Kuniko                          | Hauptgürtel                                                     |
| (2280) Kunikov                         | Hauptgürtel                                                     |
| (18976) Kunilraval                     | Hauptgürtel                                                     |
| (6908) Kunimoto                        | Hauptgürtel                                                     |
| (9673) Kunishimakoto                   | Hauptgürtel                                                     |
| (9257) Kunisuke                        | Hauptgürtel                                                     |
| (29905) Kunitaka                       | Hauptgürtel                                                     |
| (6100) Kunitomoikkansai                | Hauptgürtel                                                     |
| (16625) Kunitsugu                      | Hauptgürtel                                                     |
| (11074) Kuniwake                       | Hauptgürtel                                                     |
| (3613) Kunlun                          | Hauptgürtel                                                     |
| (3650) Kunming                         | Hauptgürtel                                                     |
| (33319) Kunqu                          | Hauptgürtel                                                     |
| (11167) Kunžak                         | Hauptgürtel                                                     |
| (6847) Kunz-Hallstein                  | Marsbahnkreuzer                                                 |
| (1503) Kuopio                          | Hauptgürtel                                                     |
| (20843) Kuotzuhao                      | Hauptgürtel                                                     |
| (9487) Kupe                            | Hauptgürtel                                                     |
| (9692) Kuperus                         | Hauptgürtel                                                     |
| (5363) Kupka                           | Hauptgürtel                                                     |
| (9528) Küppers                         | Hauptgürtel                                                     |
| (3618) Kuprin                          | Hauptgürtel                                                     |
| (10326) Kuragano                       | Hauptgürtel                                                     |
| (4578) Kurashiki                       | Hauptgürtel                                                     |
| (7254) Kuratani                        | Hauptgürtel                                                     |
| (26205) Kuratowski                     | Hauptgürtel                                                     |
| (2352) Kurchatov                       | Hauptgürtel                                                     |
| (2349) Kurchenko                       | Hauptgürtel                                                     |
| (7201) Kuritariku                      | Hauptgürtel                                                     |
| (24794) Kurland                        | Hauptgürtel                                                     |
| (395148) Kurnin                        | Hauptgürtel                                                     |
| (8933) Kurobe                          | Hauptgürtel                                                     |
| (7241) Kuroda                          | Hauptgürtel                                                     |
| (6276) Kurohone                        | Hauptgürtel                                                     |
| (7436) Kuroiwa                         | Hauptgürtel                                                     |
| (10365) Kurokawa                       | Hauptgürtel                                                     |
| (176866) Kuropatkin                    | Hauptgürtel                                                     |
| (23938) Kurosaki                       | Hauptgürtel                                                     |
| (254749) Kurosawa                      | Hauptgürtel                                                     |
| (54827) Kurpfalz                       | Hauptgürtel                                                     |
| (3073) Kursk                           | Hauptgürtel                                                     |
| (16044) Kurtbachmann                   | Hauptgürtel                                                     |
| (73670) Kurthopf                       | Hauptgürtel                                                     |
| (132798) Kürti                         | Hauptgürtel                                                     |
| (33011) Kurtiscarsch                   | Hauptgürtel                                                     |
| (5470) Kurtlindstrom                   | Hauptgürtel                                                     |
| (16874) Kurtwahl                       | Hauptgürtel                                                     |
| (6629) Kurtz                           | Hauptgürtel                                                     |
| (140038) Kurushima                     | Hauptgürtel                                                     |
| (5112) Kusaji                          | Hauptgürtel                                                     |
| (7421) Kusaka                          | Hauptgürtel                                                     |
| (39635) Kusatao                        | Hauptgürtel                                                     |
| (13792) Kuščynskyj                     | Hauptgürtel                                                     |
| (22782) Kushalnaik                     | Hauptgürtel                                                     |
| (5605) Kushida                         | Hauptgürtel                                                     |
| (10613) Kushinadahime                  | Hauptgürtel                                                     |
| (4096) Kushiro                         | Hauptgürtel                                                     |
| (32263) Kusnierkiewicz                 | Hauptgürtel                                                     |
| (17260) Kusnirak                       | Hauptgürtel                                                     |
| (1559) Kustaanheimo                    | Hauptgürtel                                                     |
| (30032) Kuszmaul                       | Hauptgürtel                                                     |
| (20965) Kutafin                        | Hauptgürtel                                                     |
| (1289) Kutaïssi                        | Hauptgürtel                                                     |
| (223877) Kutler                        | Hauptgürtel                                                     |
| (5218) Kutsak                          | Hauptgürtel                                                     |
| (29645) Kutsenok                       | Hauptgürtel                                                     |
| (2492) Kutuzov                         | Hauptgürtel                                                     |
| (7251) Kuwabara                        | Hauptgürtel                                                     |
| (5629) Kuwana                          | Hauptgürtel                                                     |
| (6867) Kuwano                          | Hauptgürtel                                                     |
| (3049) Kuzbass                         | Hauptgürtel                                                     |
| (291923) Kuzmaskryabin                 | Hauptgürtel                                                     |
| (2233) Kuznetsov                       | Hauptgürtel                                                     |
| (12752) Kvarnis                        | Hauptgürtel                                                     |
| (4190) Kvasnica                        | Hauptgürtel                                                     |
| (49110) Květafialová                   | Hauptgürtel                                                     |
| (29476) Kvíčala                        | Hauptgürtel                                                     |
| (3331) Kvistaberg                      | Hauptgürtel                                                     |
| (8137) Kvíz                            | Hauptgürtel                                                     |
| (23324) Kwak                           | Hauptgürtel                                                     |
| (5240) Kwasan                          | Hauptgürtel                                                     |
| (4646) Kwee                            | Hauptgürtel                                                     |
| (80675) Kwentus                        | Hauptgürtel                                                     |
| (7789) Kwiatkowski                     | Hauptgürtel                                                     |
| (32038) Kwiecinski                     | Hauptgürtel                                                     |
| (9162) Kwiila                          | Apollo-Typ                                                      |
| (103220) Kwongchuikuen                 | Hauptgürtel                                                     |
| (29125) Kyivphysfak                    | Hauptgürtel                                                     |
| (274334) Kyivplaniy                    | Hauptgürtel                                                     |
| (28133) Kylebardwell                   | Hauptgürtel                                                     |
| (20902) Kylebeighle                    | Hauptgürtel                                                     |
| (27390) Kyledavis                      | Hauptgürtel                                                     |
| (25696) Kylejones                      | Hauptgürtel                                                     |
| (159013) Kyleturner                    | Hauptgürtel                                                     |
| (20528) Kyleyawn                       | Hauptgürtel                                                     |
| (25198) Kylienicole                    | Hauptgürtel                                                     |
| (4127) Kyogoku                         | Hauptgürtel                                                     |
| (35441) Kyoko                          | Hauptgürtel                                                     |
| (7773) Kyokuchiken                     | Hauptgürtel                                                     |
| (58707) Kyoshi                         | Hauptgürtel                                                     |
| (4352) Kyoto                           | Hauptgürtel                                                     |
| (669) Kypria                           | Hauptgürtel                                                     |
| (12556) Kyrobinson                     | Hauptgürtel                                                     |
| (281459) Kyrylenko                     | Hauptgürtel                                                     |
| (300932) Kyslyuk                       | Hauptgürtel                                                     |
| (84224) Kyte                           | Hauptgürtel                                                     |
| (570) Kythera                          | Hauptgürtel                                                     |
| (6980) Kyusakamoto                     | Hauptgürtel                                                     |